# Yoe, Pennsylvania
Yoe, Pennsylvania (енгл. Yoe) град је у америчкој савезној држави Пенсилванија.

## Демографија
По попису из 2010. године број становника је 1.018, што је 4 (-0,4%) становника мање него 2000. године.
| Група             | 2000.       | 2010.       |
| Белци             | 957 (93,6%) | 909 (89,3%) |
| Афроамериканци    | 13 (1,3%)   | 43 (4,2%)   |
| Азијати           | 6 (0,6%)    | 3 (0,3%)    |
| Хиспаноамериканци | 17 (1,7%)   | 44 (4,3%)   |
| Укупно            | 1.022       | 1.018       |